# Anton Yelchin
Anton Viktorovics Jelcsin (oroszul: Анто́н Ви́кторович Ельчи́н, angolos átírással: Anton Yelchin) (Leningrád, 1989. március 11. – Los Angeles, Kalifornia, 2016. június 19.) orosz származású amerikai film- és televíziós színész. 
Egyik legismertebb alakítását Star Trek-reboot-sorozatban nyújtotta Pavel Chekovként.

## Gyermekkora
Orosz zsidó családban született. Hat hónapos volt, amikor szülei a Szovjetunióból kivándoroltak az Egyesült Államokba.

## Pályafutása
Yelchin a színészetet az 1990-es évek végén kezdte, számos televíziós sorozatban szerepelt. 2001-ben két hollywoodi filmben szerepelt: A pók hálójában és az Atlantisz gyermekei. Steven Spielberg Harmadik típusú emberrablások című minisorozata nagyban előrelendítette gyermekszínészi karrierjét. Később szerepet vállalt a Huff című sorozatban, továbbá a Charlie Bartlett (2007), a Terminátor: Megváltás (2009), a Frászkarika (2011), az Őrülten hiányzol (2011), valamint a Halhatatlan szeretők (2013) című filmekben. 
Chekov karakterét három filmben formálta meg: Star Trek (2009), Sötétségben – Star Trek(2013) és  Mindenen túl(2016).

## Magánélete
Yelchin szeretett gitározni, ami elmondása szerint kiteljesedést adott neki, és rajongott az akusztikus blues zenéért. Egyszer játszott a Hammerheads nevű punkbandában.
A fényképészet is érdekelte. 2018 januárjában fotóiból nyílt fotókiállítás lett; Anton Yelchin: Provocative Beauty címmel volt látható a New York-i De Buck Galériában. Yelchin fotóit azóta a világ különböző magazinjai kritikailag elismerték, és a bemutatók folytatódnak.

## Halála
Halála baleset miatt következett be, 2016. június 19-én saját terepjárója szorította a háza kerítéséhez, amitől megfulladt.
Hírek szerint a jármű fékje nem működött megfelelően, ezért gurult le a kocsifeljáróról. Ezt erősíti, hogy azokat a Jeep Grand Cherokee típusú terepjárókat, amilyen a színésznek is volt, korábban a gyártó cég épp fékhiba miatt hívta vissza. Az év augusztusában Yelchin családja pert is indított az autógyár ellen, két évvel később viszont peren kívüli megegyezést kötöttek a céggel.

## Filmográfia
Posztumusz megjelenés

### Film
| Év   | Magyar cím                                             | Eredeti cím                                  | Szerep                         | Magyar hang      | Rendező                     |
| ---- | ------------------------------------------------------ | -------------------------------------------- | ------------------------------ | ---------------- | --------------------------- |
| 2000 |                                                        | A Man Is Mostly Water                        | Augie                          |                  | Fred Parnes                 |
| 2001 | Angyali meló                                           | Delivering Milo                              | Milo                           |                  | Nick Castle                 |
| 2001 | 15 perc hírnév                                         | 15 Minutes                                   | fiú az égő épületben           | Nagy Máté        | John Herzfeld               |
| 2001 | A pók hálójában                                        | Along Came a Spider                          | Dimitri Starodubov             | Gacsal Ádám      | Lee Tamahori                |
| 2001 | Atlantisz gyermekei                                    | Hearts in Atlantis                           | Bobby Garfield                 | Berkes Bence     | Scott Hicks                 |
| 2002 |                                                        | A Time for Dancing                           | Jackson                        |                  | Peter Gilbert               |
| 2002 |                                                        | Rooftop Kisses                               | Charlie                        |                  | Andrew Bernstein            |
| 2004 | Így nőttem fel                                         | House of D                                   | Tommy Warshaw                  | Kilényi Márk     | David Duchovny              |
| 2005 | Kegyetlen faj                                          | Fierce People                                | Finn Earl                      | Berkes Bence     | Griffin Dunne               |
| 2006 | Alpha Dog                                              | Alpha Dog                                    | Zack Mazursky                  | Markovics Tamás  | Nick Cassavetes             |
| 2007 | Charlie Bartlett                                       | Charlie Bartlett                             | Charlie Bartlett               | Gacsal Ádám      | Jon Poll                    |
| 2008 | Szeretlek, New York                                    | New York, I Love You                         | fiú a parkban                  | Kováts Dániel    | Brett Ratner                |
| 2008 | A cél szerelmesíti az eszközt...                       | Middle of Nowhere                            | Dorian Spitz                   | Fehér Tibor      | John Stockwell              |
| 2009 | Star Trek                                              | Star Trek                                    | Pavel Chekov                   | Gacsal Ádám      | J. J. Abrams (1.)           |
| 2009 | Terminátor: Megváltás                                  | Terminator Salvation                         | Kyle Reese                     | Gacsal Ádám      | McG                         |
| 2010 |                                                        | Memoirs of a Teenage Amnesiac                | Ace Zuckerman                  |                  | Hans Canosa                 |
| 2011 | Őrülten hiányzol                                       | Like Crazy                                   | Jacob Helm                     | Czető Roland     | Drake Doremus               |
| 2011 | Őrülten hiányzol                                       | Like Crazy                                   | Jacob Helm                     | Gacsal Ádám      | Drake Doremus               |
| 2011 | Te és én                                               | You and I                                    | Edvard Nikitin                 |                  | Roland Joffé                |
| 2011 | A hódkóros                                             | The Beaver                                   | Porter Black                   | Gacsal Ádám      | Jodie Foster                |
| 2011 | A hódkóros                                             | The Beaver                                   | Porter Black                   | Baráth István    | Jodie Foster                |
| 2011 | Fent, a Pipacs-dombon                                  | From Up on Poppy Hill                        | Shun Kazama (angol hangja)     |                  | Mijazaki Goró               |
| 2011 | Hupikék törpikék                                       | The Smurfs                                   | Ügyifogyi (hangja)             | Molnár Levente   | Raja Gosnell (1.)           |
| 2011 | Hupikék törpikék – Karácsonyi ének (rövidfilm)         | The Smurfs: A Christmas Carol                | Ügyifogyi (hangja)             | Molnár Levente   | Troy Quane                  |
| 2011 | Frászkarika                                            | Fright Night                                 | Charley Brewster               | Minárovits Péter | Craig Gillespie             |
| 2012 | Kalózok! – A kétballábas banda                         | The Pirates! In an Adventure with Scientists | Albínó kalóz (hangja)          |                  | Peter Lord                  |
| 2013 | Movie 43: Botrányfilm (törölt jelenet)                 | Movie 43                                     | nekrofil dolgozó a hullaházban |                  | Steve Baker és Damon Escott |
| 2013 | Odd Thomas – A halottlátó                              | Odd Thomas                                   | Odd Thomas                     | Gacsal Ádám      | Stephen Sommers             |
| 2013 | Star Trek – Sötétségben                                | Star Trek Into Darkness                      | Pavel Chekov                   | Gacsal Ádám      | J. J. Abrams (2.)           |
| 2013 | Halhatatlan szeretők                                   | Only Lovers Left Alive                       | Ian                            |                  | Jim Jarmusch                |
| 2013 | Hupikék törpikék – A Törpösvölgy legendája (rövidfilm) | The Smurfs: The Legend of Smurfy Hollow      | Ügyifogyi (hangja)             | Molnár Levente   | Stephan Franck              |
| 2013 | Hupikék törpikék 2.                                    | The Smurfs 2                                 | Ügyifogyi (hangja)             | Molnár Levente   | Raja Gosnell (2.)           |
| 2014 | Sodródva                                               | Rudderless                                   | Quentin                        | Gacsal Ádám      | William H. Macy             |
| 2014 | Kizárólag öttől hétig                                  | 5 to 7                                       | Brian Bloom                    | Fehér Tibor      | Victor Levin                |
| 2014 |                                                        | Cymbeline                                    | Cloten                         |                  | Michael Almereyda (1.)      |
| 2014 |                                                        | Burying the Ex                               | Max                            |                  | Joe Dante                   |
| 2014 | A fény halála                                          | Dying of the Light                           | Milton Schultz                 | Gacsal Ádám      | Paul Schrader               |
| 2015 |                                                        | Experimenter                                 | Rensaleer                      |                  | Michael Almereyda (2.)      |
| 2015 | Testvéri kötelék                                       | Broken Horses                                | Jacob Heckum                   | Gacsal Ádám      | Vidhu Vinod Chopra          |
| 2015 | Szándék nélkül                                         | The Driftless Area                           | Pierre                         | Szatory Dávid    | Zachary Sluser              |
| 2015 | Zöld szoba                                             | Green Room                                   | Pat                            | Gacsal Ádám      | Jeremy Saulnier             |
| 2015 |                                                        | Unity (dokumentumfilm)                       | narrátor (hangja)              |                  | Shaun Monson                |
| 2016 | Star Trek: Mindenen túl                                | Star Trek Beyond                             | Pavel Chekov                   | Gacsal Ádám      | Justin Lin                  |
| 2016 | Porto 35mm                                             | Porto                                        | Jake Kleeman                   |                  | Gabe Klinger                |
| 2017 | Telivérek                                              | Thoroughbreds                                | Tim                            | Gacsal Ádám      | Cory Finley                 |
| 2017 |                                                        | Rememory                                     | Todd                           |                  | Mark Palansky               |
| 2017 | Búcsú Greenéktől                                       | We Don't Belong Here                         | Maxwell Green                  | Gacsal Ádám      | Peer Pedersen               |
| 2019 |                                                        | Love, Antosha (dokumentumfilm)               | önmaga (archív felvételek)     |                  | Garret Price                |

### Televízió
| Év        | Magyar cím                       | Eredeti cím                    | Szerep                       | Megjegyzések                                          |
| --------- | -------------------------------- | ------------------------------ | ---------------------------- | ----------------------------------------------------- |
| 2000      | Vészhelyzet                      | ER                             | Robbie Edelstein             | 1 epizód                                              |
| 2000      |                                  | Geppetto                       | verekedő gyerek az iskolában | tévéfilm                                              |
| 2002      | Amynek ítélve                    | Judging Amy                    | Davis Bishop                 | 1 epizód                                              |
| 2002      | Harmadik típusú emberrablások    | Taken                          | Jacob Clarke gyerekként      | 2 epizód                                              |
| 2002      | Ügyvédek                         | The Practice                   | Justin Langer                | 2 epizód                                              |
| 2003      | Nyomtalanul                      | Without a Trace                | Johnny Atkins                | 1 epizód                                              |
| 2004      | Félig üres                       | Curb Your Enthusiasm           | Stewart                      | 1 epizód                                              |
| 2004      | New York rendőrei                | NYPD Blue                      | Evan Grabber                 | 1 epizód                                              |
| 2004      | Jack                             | Jack                           | Jack                         | tévéfilm                                              |
| 2004–2006 | Huff                             | Huff                           | Byrd Huffstodt               | - főszereplő - magyar hangja:[forrás?] - Czető Roland |
| 2006      | Esküdt ellenségek: Bűnös szándék | Law & Order: Criminal Intent   | Keith Tyler                  | 1 epizód                                              |
| 2006      | Gyilkos elmék: Evolúció          | Criminal Minds                 | Nathan Harris                | 1 epizód                                              |
| 2011      | Az élet és Tim                   | The Life & Times of Tim        | Trent (hangja)               | 1 epizód                                              |
| 2015–2016 |                                  | SuperMansion                   | Dudley (hangja)              | 2 epizód                                              |
| 2016–2018 | Trollvadászok                    | Trollhunters: Tales of Arcadia | Jim Lake Jr. (hangja)        | 41 epizód                                             |